# ビルバオ・アレナ
ビルバオ・アレナ（スペイン語: Bilbao Arena）は、スペイン・バスク自治州・ビスカヤ県・ビルバオ・ミリビジャ地区にある屋内アリーナ 。

## 歴史
ビルバオ都市圏のバラカルドには、2004年に開場したビスカヤ・アレナが存在する。ビスカヤ・アレナの収容人数は26,000人、インドアスポーツ開催時の収容人数は18,640人であり、スペイン最大の多目的ホールである。2009-10シーズンにはリーガACBのCBビルバオ・ベリーがホームアリーナとして使用した。
2010年9月、ビルバオの中心部からわずか数キロの場所にビルバオ・アレナが開場した。総工費は3,800万ユーロ。2010-11シーズンから、CBビルバオ・ベリーはビルバオ・アレナをホームアリーナとして使用している。バスケットボールの試合開催時の収容人数は10,014人であり、コンサートやその他のイベントに使用されることもある。メインアリーナの他に、スイミングプールや地元住民向けのサブアリーナなどが存在する。2011年にはFIBAヨーロッパU-20選手権の開催地となった。建築情報サイトArchDailyは2011年の年間最優秀建築（スポーツ部門）にビルバオ・アレナを選出した。

## 観客数
CBビルバオ・ベリーがビルバオ・アレナで開催したリーグ試合の観客数である。

### リーグ観客数
| シーズン          | 通算    | 1試合最多 | 1試合最少 | 1試合平均 |
| ----------------- | ------- | --------- | --------- | --------- |
| 2010–11 リーガACB | 165,235 | 8,793     | 7,014     | 7,868     |
| 2011–12 ACB       | 156,016 | 10,014    | 8,039     | 8,668     |
| 2012–13 ACB       | 170,562 | 10,014    | 6,917     | 9,476     |
| 2013–14 ACB       | 154,650 | 10,000    | 7,610     | 9,097     |

### ヨーロッパの大会の観客数
| シーズン             | 通算   | 1試合最多 | 1試合最少 | 1試合平均 |
| -------------------- | ------ | --------- | --------- | --------- |
| 2011–12 ユーロリーグ | 88,686 | 10,014    | 7,436     | 8,869     |
| 2012–13 ユーロカップ | 62,429 | 10,006    | 6,098     | 7,804     |
| 2013–14 ユーロカップ | 44,429 | 8,431     | 4,583     | 5,554     |